# Isaac Newell
Isaac Newell (Strood, 24 aprile 1853 – Rosario, 16 ottobre 1907) è stato un insegnante inglese, uno dei primi pionieri del calcio argentino e fondatore del Newell’s Old Boys.

## Biografia
Isaac nacque il 24 aprile 1853 a Strood, in Inghilterra, da Joseph Newell e Mary Goodger. All'età di 16 anni salì a bordo di una nave diretta in Argentina con alcuni amici di suo padre. Quando arrivò nella città di Rosario, presentò una lettera di raccomandazione di suo padre a William Wheelwright, l'amministratore della ferrovia centrale argentina (di proprietà britannica).

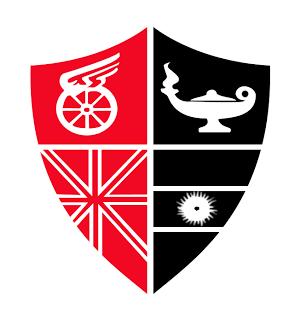
Il logo del Colegio Comercial Anglicano Argentino, i cui colori sarebbero poi stati ripresi dal Newell’s

Newell nel 1884 fondò il Colegio Comercial Anglicano Argentino, i cui colori rosso e nero erano un misto tra le bandiere dell'Inghilterra e quella dell'Impero tedesco, nazionalità della moglie Anna. Nel 1884 il calcio arrivò in Argentina; Newell decise di far alternare gli studi con l'attività sportiva, che divenne quindi popolare nel college. Il Club Atlético Newell's Old Boys venne fondato il 3 novembre del 1903, destinato agli insegnanti e agli studenti del college, e nominato in omaggio alle gesta di Newell. Isaac morì, sempre a Rosario, nel 1907.